# الكرة الطائرة في الألعاب الأولمبية الصيفية 2024
تقام منافسات الكرة الطائرة في الألعاب الأولمبية الصيفية 2024 في باريس في الفترة من 27 يوليو إلى 11 أغسطس 2024. يشارك في الدورة 24 فريقًا للكرة الطائرة و48 فريقًا للكرة الطائرة الشاطئية. ستقام منافسات الكرة الطائرة في باريس إكسبو بورت دو فرساي، بينما ستقام بطولة الكرة الطائرة الشاطئية في ملعب برج إيفل في شون دي مارس.  هذه هي المرة الأولى في تاريخ منافسات الكرة الطائرة، يحق لكل فريق مشارك في الألعاب ضم رياضي واحد غير متنافس (AP) ليحل محل رياضي لأسباب طبية. وعلى هذا النحو، ستزداد قوائم الفريق من 12 إلى 13 رياضيًا. 